# 가타쿠라 세이야
가타쿠라 세이야(일본어: 片倉 誠也, 1998년 12월 5일~)는 일본의 축구 선수이다.

## 구단 경력
그는 2021년 J2리그의 츠바이겐 가나자와에 입단했고, 2년동안 팀에서 뛰었다.